# 冯承钧
冯承钧（1887年—1946年），字子衡，湖北汉口人。中国历史学家、语言学家，尤精于历史地理学。
冯承钧早年留学比利时，后入法国巴黎大学，1911年获巴黎大学法学士学位。续入法兰西学院，师从法国汉学家伯希和深造。历任北京大学历史系教授、北京师范大学历史系教授。冯承钧通晓法文、英文、德文、弗拉芒文、拉丁文、梵文、蒙古文，毕生从事中外交通史的研究，著译丰富，是中华民国早期重要的历史地理学家。著有《西域地名》、《中国南洋交通史》、《西域史地释名》等，校注作品有《瀛涯胜览校注》、《星槎胜览校注》，譯著有《馬可孛羅行記》、《多桑蒙古史》、《西突厥史料》等。

## 作品與譯著

### 著作
- 《西域地名》
- 《中国南洋交通史》
- 《西域史地释名》
- 《成吉思汗传》
- 《元代白話碑》
- 《景教碑考》

### 論文
- 《楼兰鄯善问题》
- 《鄯善事輯》
- 《高昌事輯》
- 《高昌城镇与唐代蒲昌》
- 《迦腻色迦时代之汉质子》
- 《唐代华化蕃胡考》
- 《王玄策事輯》
- 《再说龟兹白姓》
- 《何滿子》
- 《安南書錄》
- 《歷代釋藏譯經存佚考》（後漢及三國部份）
- 《大藏經錄存佚考》

### 翻譯
- 《馬可孛羅行記》，马可波罗（意大利）著。沙畹注
- 《多桑蒙古史》，多桑（瑞典）著
- 《蒙古史略》，格魯賽（法國）所著《極東史》之蒙古部分
- 《中國旅行家》，沙畹（法國）著
- 《十五世纪初年中国人的伟大航海上旅行》（郑和下西洋考），伯希和（法國）著
- 《占婆史》，馬司帛洛（法國）著
- 《入华耶稣会士列传》，费赖之著
- 《西突厥史料》(法)沙畹编著  冯承钧译
- 《中国西部考古记》 (法)谢阁兰著 冯承钧译 ISBN 7-101-04083-7
- 《在华耶稣会士列传及书目》(法)费赖之著
- 《帖木儿帝国》，布哇(L.Bouvat)著
- 《西洋汉学家佛学论集》(法)列维等著
- 《宋云行记笺注》（Yoyage de Song Yun dans l'udyana et le Gandhara），沙畹笺注
- 《卜彌格傳》
- 《吐火罗语考》 (法)伯希和,列维著 冯承钧译 中华书局 2004 ISBN 7-101-04083-7
- 《摩尼教流行中国考》（法） 沙畹，伯希和著 冯承钧译
- 《蒙古与教廷》(法)伯希和撰 冯承钧译 中华书局 1994 ISBN 7-101-01119-5
- 《中國史乘中未詳諸國考證》，史格勒（荷蘭）著

- 《西域南海史地考證譯叢》：
  - 《安南省道沿革表》
  - 《苏门答剌古国考》，费郎著
  - 《交广印度两道考》，伯希和著
  - 《四天子说》伯希和著
  - 《支那名称之起源》伯希和著
  - 《玄奘沙州伊吾间之行程》伯希和著
  - 《魏略西戎传中之贤督同汜复》伯希和著
  - 《中国载籍中之梵衍那》伯希和著
  - 《库车阿克苏乌什之古名》伯希和著
  - 《高昌和州火州哈喇和卓考》 伯希和著
  - 《吐谷浑为蒙古语系人种说》 伯希和著
  - 《犁靬为埃及亚历山大城说》伯希和著
  - 《中国干漆造像考》 伯希和著
  - 《景教碑中叙利亚文之长安洛阳》伯希和著
  - 《汉译突厥名称之起源》伯希和著
  - 《塞语中之若干西域地名》伯希和著
  - 《汉明帝感梦遣使求经事考证》马司帛洛
  - 《昆仑及南海古代航行考》，费琅著
  - 《押不蘆》

### 古籍校注
- 《诸蕃志校注》（趙汝 原著）
- 《瀛涯胜览校注》（馬歡原著）
- 《星槎胜览校注》（費信原著）